# Cryptocephalus tristigma
Cryptocephalus tristigma là một loài bọ cánh cứng trong họ Chrysomelidae. Loài này được Charpentier miêu tả khoa học năm 1825.